# Eliza Outtrim
Eliza Outtrim (* 18. Juli 1985 in New Haven, Connecticut) ist eine US-amerikanische Freestyle-Skifahrerin. Sie ist auf die Buckelpisten-Disziplinen Moguls und Dual Moguls spezialisiert.

## Biografie
Ab Dezember 2003 nahm Outtrim am Nor-Am Cup teil, der nordamerikanischen Kontinentalmeisterschaft. Der erste Sieg auf dieser Stufe folgte im Februar 2005. Am 13. Januar 2006 debütierte sie im Freestyle-Weltcup und klassierte sich in Deer Valley sogleich als Siebte. Dies blieb jedoch für längere Zeit ihr bestes Ergebnis. Erst drei Jahre später gelang ihr wieder ein Top-10-Ergebnis. In der Saison 2008/09 näherte sie sich der Weltspitze an und erreichte bei der Weltmeisterschaft 2009 den sechsten Platz im Dual-Moguls-Wettbewerb.
Zu Beginn der Saison 2009/10 erzielte Outtrim ungenügende Ergebnisse, weshalb sie die Qualifikation für die Olympischen Winterspiele verpasste. Nach drei Siegen im Nor-Am Cup in Folge erhielt sie wieder eine Startgelegenheit für den Weltcup und gewann am 18. März 2010 überraschend den Moguls-Wettbewerb in der Sierra Nevada. In der Weltcupsaison 2010/11 klassierte sich Outtrim fünfmal unter den besten zehn, bei der Weltmeisterschaft 2011 wurde sie Fünfte im Moguls-Wettbewerb.

## Erfolge

### Olympische Spiele
- Sotschi 2014: 6. Moguls

### Weltmeisterschaften
- Inawashiro 2009: 6. Dual Moguls, 17. Moguls
- Deer Valley 2011: 5. Moguls, 9. Dual Moguls
- Voss 2013: 12. Dual Moguls, 13. Moguls

### Weltcup
- Saison 2009/10: 9. Moguls-Weltcup
- Saison 2010/11: 9. Moguls-Weltcup
- Saison 2011/12: 8. Moguls-Weltcup
- Saison 2012/13: 4. Moguls-Weltcup
- Saison 2013/14: 6. Moguls-Weltcup
- 6 Podestplätze, davon 1 Sieg:

| Datum         | Ort           | Land    |
| ------------- | ------------- | ------- |
| 18. März 2010 | Sierra Nevada | Spanien |

### Weitere Erfolge
- 7 Siege im Nor-Am Cup
- 2 Siege in FIS-Rennen